# Алькабала
Алькаба́ла (араб. ألقبالة‎ — «контракт, договор») — важнейший налог, существовавший в Кастилии, Испании и испанских колониях. Этим налогом облагались все торговые сделки. Налог приносил наибольший доход королевской казне Кастилии. Десятина приносила больше дохода, но взималась в пользу католической церкви, а не короля.
Из-за регрессивного характера налога и препятствования экономической активности алькабала подвергалась сильной критике со стороны налогоплательщиков, политиков и экономистов. Алькабала была непрямым налогом, который взимался с актов купли-продажи и всех видов обмена, дарения, наследования. Администрирование этого налога было очень сложным и запутанным и не имело ничего общего с сегодняшней системой взимания НДС в Испании.

## История
Вначале алькабала была сугубо местным налогом, взимавшимся в пользу городских советов. В 1342 году король Альфонсо XI Кастильский добился права собирать этот налог в пользу королевской казны на 3 года. В 1349 году вступило в силу решение короля, согласно которому алькабала становилась постоянным налогом и взималась в пользу королевской казны.

## Характеристики налога
Вначале ставка алькабалы составляла 5 % от стоимости отчуждаемых (продаваемых, даримых или обмениваемых) вещей. Позже ставка алькабалы была поднята до 10 %, однако это была теоретическая ставка, которая не применялась в большинстве случаев, так как действовали различные льготы или освобождения от налогов. Администрирование и взимание налога было скрупулёзно расписано в нормативном уложении от 1491 года, получившем название «Тетрадь алькабалы» (Cuadernos de alcabalas). Позже эти нормативы вошли в так называемый «Новый свод законов» (Nueva Recopilación).
Вначале алькабала была универсальным налогом, применявшимся к любым продажам (и людей в рабство, и различного движимого и недвижимого имущества). Однако король предоставил налогоплательщикам значительное количество льгот и освобождений, которые уменьшили чувствительность этого налога для них. Строгое применение этого налога ко всем сделкам было невозможно.
Универсальная обязанность платить алькабалу с любых продаж, предписанная «Тетрадью алькабалы» от 1491 года, предусматривала очень немного исключений: сам король, монетные дворы и участники крестовых походов. Однако позже король даровал освобождение от налогов ещё целому ряду других лиц и категорий лиц: церковнослужителям, продающим товары собственных хозяйств; отдельным поставщикам королевского двора (королевскому мяснику, поставщику рыбы, королевскому аптекарю); дворцовым чиновникам; целым территориям, таким, как королевство Гранада, города Фуентеррабиа и Симанкас; отдельным монастырям, таким, как монастырь Убеда; и даже отдельным влиятельным дворянам, таким, как Антониа Гарсиа и его потомки, которые стали достаточно многочисленными, чтобы влиять на расстановку сил в Кортесах.
Из-за трудностей сбора налога алькабала не приносила больших доходов со сделок с недвижимостью, по сравнению со сделками с движимым имуществом. Поэтому действовало требование, чтобы купля-продажа недвижимости осуществлялась только с помощью нотариусов. Нотариусы же были обязаны подавать копию купчей сборщикам алькабалы. Несмотря на эти ухищрения, алькабала с продажи имений не приносила больших доходов, потому что неотчуждаемость дворянских владений уменьшала оборот земли.
Позднее католические короли освободили от уплаты алькабалы сделки по продаже, дарению и обмену книг, мулов и домашней птицы. Филипп II ещё больше расширил список действовавших освобождений: при нём перестали облагаться налогом сделки с оружием и рядом других товаров меньшего экономического значения.
По различным причинам были также освобождены от уплаты алькабалы такие важные виды сделок, как заключение брачного контракта (приданое), наследование, земельная рента, аренда домов, проценты, закладные и ипотечное кредитование. В результате этого сформировался целый класс финансистов (рантье), все доходы и большая часть расходов которых не облагались этим налогом.
В 1571 герцог Альба ввёл алькабалу в Нидерландах, что послужило одним из поводов ко всеобщему восстанию 1572. В ходе Нидерландской буржуазной революции 16 века алькабала в Нидерландах была ликвидирована.

## Способ взимания алькабалы
В эпоху династии Трастамара феодалы различными способами получили право собирать алькабалу в своих владениях — с помощью соглашений, выкупа или как подарок от короны (знаменитые «милости» Энрике II). Окончательно право сбора алькабалы перешло к местным феодалам в течение царствования Энрике IV, при котором это происходило путём прямого захвата или узурпации.
Трудность взимания алькабалы способствовала тому, что большая часть её взималась по так называемым «податным спискам» por encabezamiento, а именно: король временно уступал Кортесам право сбора алькабалы в пользу государства в обмен на выкуп — некоторую сумму денег. Сумму выкупа Кортесы в свою очередь распределяли между представленными в них городами и приписанными к ним сельскими территориями (сёлами и посёлками). Неравенство, которое такая система сбора налога порождала, было очевидно.
С другой стороны, взимаемая в итоге сумма алькабалы была лишь малой частью от теоретически возможной суммы сбора. Даже налоги на торговые сделки, которые должны были быть взысканы в пользу короля, в большинстве случаев взимались не непосредственно фискальными агентами короны, а местными феодалами или откупщиками.

## Повышения алькабалы
Начиная с XVII века ставка алькабалы выросла до 14 % в связи с высокими военными расходами. Однако эта ставка носила теоретический характер, так как на практике действовали многочисленные льготы и освобождения от налога.